# 吉布提总理
吉布提总理（Prime Minister of the Republic of Djibouti），是吉布提共和国政府首脑。
1967年，后称法属阿法尔和伊萨（French Territory of Afars and Issas）。1977年独立为吉布提共和国。

## 吉布提总理列表
| 任期                         | 照片 | 姓名                                       | 政党             | 备注     |
| ---------------------------- | ---- | ------------------------------------------ | ---------------- | -------- |
| 法属索马利兰                 |      |                                            |                  |          |
| 1957年－1958年12月           |      | 马哈茂德·哈比, 政府委员会副主席            | 人民运动党       | 索马里人 |
| 1958年12月－1959年4月        |      | 哈桑·古莱德·阿普蒂敦, 政府委员会副主席     | 人民运动党       | 索马里人 |
| 1959年4月－1960年6月         |      | 艾哈迈德·迪尼·艾哈迈德, 政府委员会副主席   | 非洲人民独立联盟 | 阿法尔人 |
| 1960年6月－1966年            |      | 阿里·阿雷夫·布尔汉, 政府委员会副主席       | 全国独立联盟     | 阿法尔人 |
| 1966年－1967年               |      | 阿卜杜勒·穆罕默德·卡米勒, 政府委员会副主席 | 阿法尔民主集会   | 阿法尔人 |
| 法属阿法尔和伊萨（FTAI）     |      |                                            |                  |          |
| 1967年7月7日－1976年7月29日  |      | 阿里·阿雷夫·布尔汉, 政府委员会主席         | 全国独立联盟     | 阿法尔人 |
| 1976年7月29日－1977年5月18日 |      | 阿卜杜勒·穆罕默德·卡米勒, 政府委员会主席   | 阿法尔民主集会   | 阿法尔人 |
| 1977年5月18日－1977年6月27日 |      | 哈桑·古莱德·阿普蒂敦, 总理                 | 进步人民联合     | 索马里人 |
| 吉布提共和国 （吉布提）      |      |                                            |                  |          |
| جمهورية جيبوتي （吉布提）    |      |                                            |                  |          |
| 1977年6月27日－1977年7月12日 |      | 哈桑·古莱德·阿普蒂敦, 总理                 | 进步人民联合     | 索马里人 |
| 1977年7月12日－1978年2月5日  |      | 艾哈迈德·迪尼·艾哈迈德, 总理               | 进步人民联合     | 阿法尔人 |
| 1978年2月5日－10月2日        |      | 阿卜杜勒·穆罕默德·卡米勒, 总理             | 进步人民联合     | 阿法尔人 |
| 1978年10月2日－2001年3月7日  |      | 巴尔卡特·古拉特·哈马杜, 总理               | 进步人民联合     | 阿法尔人 |
| 2001年3月7日－2013年4月1日   |      | 迪莱塔·穆罕默德·迪莱塔, 总理               | 进步人民联合     | 阿法尔人 |
| 2013年4月1日－               |      | 阿卜杜勒卡德尔·卡米尔·穆罕默德, 总理       | 进步人民联合     | 阿法尔人 |

## 关联条目
- 吉布提
- 吉布提内战
- 吉布提国家元首列表